# سسکک پیشانی‌سرخ
سسکک پیشانی‌سرخ (نام علمی: Prinia rufifrons) که با نام‌های سسک پیشانی‌سرخ و آپالیس رخ‌سرخ نیز شناخته می‌شود، گونه‌ای از پرندگان خانواده سبدنشینان است که در چاد، جیبوتی، اریتره، اتیوپی، کنیا، سومالی، سودان، تانزانیا و اوگاندا یافت می‌شود. زیستگاه طبیعی آن ساوانای خشک است.
بسیاری از آرایه‌شناسان این گونه را در سردهٔ سسکک‌ها قرار می‌دهند تا در سردهٔ تک‌نماد خود Urorhipis. پشتیبانی از این قرارگیری جایگزین توسط یک مطالعه تبارزایی مولکولی بر روی Cisticolidae است که در سال ۲۰۱۳ منتشر شد، ارائه می‌شود که نشان می‌دهد که سسکک پیشانی‌سرخ ارتباط نزدیکی با سسکک‌ها دارد.